# نکارلتس
نکارلتس (به آلمانی: Neckarelz) یک منطقهٔ مسکونی در آلمان است که در مسباخ واقع شده‌است. نکارلتس ۶٬۵۰۰ نفر جمعیت دارد.